# Grootkamerheer van Frankrijk
De grootkamerheer van Frankrijk (Frans: Grand chambellan de France) was een lid van het Franse hof en een van de belangrijke grootofficieren van de Kroon ten tijde van de Bourbon-dynastie in Frankrijk.
In 1545 werd het kroonambt van grootkamenier door Frans I opgeheven, waarbij diens taken overgingen op de grootkamerheer.
De grootkamerheer was oorspronkelijk verantwoordelijk voor de koninklijke vertrekken. Het belang van zijn positie was ontleend aan het feit dat hij te allen tijde toegang had tot de koning.